# Krone TV
Krone TV (manchmal wird der Name seines Abrufangebots krone.tv auch für den Fernsehsender selbst verwendet) ist ein österreichischer Privatfernsehsender mit Sitz in Wien. Er gehört zur Kronen Zeitung und nahm am 27. September 2020 den Sendebetrieb auf.

## Geschichte
Krone TV wurde im Jahr 2016 gegründet und startete zunächst ausschließlich mit der Produktion von Online-Inhalten. Im Jahr 2018 übernahm Max Mahdalik die Leitung des Senders. Im Herbst 2020 startete die Kronen Zeitung ihren Fernsehsender. Im Frühjahr 2022 wurde das Nachrichtenformat Krone Live eingeführt, das werktags von 9:00 bis 10:30 Uhr ausgestrahlt und 2025 durch das Format Krone zu Mittag ersetzt wurde.

## Programm
Krone zu Mittag: eine werktägliche Nachrichtensendung, die seit dem 27. Jänner 2025 täglich um 12:00 Uhr ausgestrahlt wird. Sie umfasst eine einstündige Zusammenfassung aktueller Entwicklungen aus den Bereichen Politik, Wirtschaft, Gesellschaft und Unterhaltung.
Krone News: ein Nachrichtenformat, das montags bis freitags um 17:30 Uhr gesendet wird.
Top 5: eine Kurzübersicht der fünf meistgelesenen Beiträge auf krone.at, zusammengefasst in etwa fünf Minuten.
Club 3: ein Diskussionsformat, das gesellschaftlich relevante Themen aufgreift und mit Gästen aus Politik und Medien erörtert. Die Sendung startete am 4. September 2021, zunächst moderiert von Katia Wagner. Ursprünglich war es ein Talkformat mit jeweils einem Vertreter von Kronen Zeitung, Kurier und Profil. Seit November 2023 moderiert Tanja Pfaffeneder die Sendung.
Das Duell: ein politisches Streitgespräch, in dem Eva Glawischnig und Andreas Mölzer unterschiedliche Positionen zu aktuellen Themen vertreten. Die Moderation übernimmt Gerhard Koller.
Adabei Prime: Die Nachrichten aus dem Themenbereich „Society“ werden von Sasa Schwarzjirg oder Birgit Waldsam moderiert.
Philipp bewegt: Ende April 2024 beendete der ORF die langjährige Zusammenarbeit mit Philipp Jelinek, nachdem Chats mit dem früheren FPÖ-Politiker Heinz-Christian Strache öffentlich geworden waren. Jelinek erklärte, er habe Strache nur aus dem Fitnessstudio gekannt. Seit dem 13. Mai 2024 präsentiert Jelinek auf Krone TV die tägliche Turnsendung „Philipp bewegt“.
Katia Wagner – Der Talk: Ab April 2018 moderierte Wagner die wöchentliche Diskussionssendung „Katia Wagner #brennpunkt“ auf Krone TV. Im Dezember 2024 wurde die Sendung aufgrund ihrer Babypause unterbrochen und an Rainer Nowak übergeben.
Das Abrufangebot des Senders im Internet heißt krone.tv.